# Hans-Christian Beck
Hans-Christian Beck (* 19. Juli 1944 in Zwittau, Reichsgau Sudetenland) ist ein deutscher Generalmajor außer Dienst des Heeres der Bundeswehr. Er war vom 31. März 2001 bis zum 14. Juli 2005 Kommandeur der Führungsakademie der Bundeswehr in Hamburg.

## Leben

### Militärischer Werdegang
Nach seinem Abitur an einem neusprachlichen Gymnasium trat Beck 1964 in das Heer der Bundeswehr ein und absolvierte in Bad Reichenhall, Füssen und München die Offizierausbildung als Offizieranwärter zum Offizier des Truppendienstes der Panzergrenadiertruppe. Danach war er Zugführer, S1- und S2-Offzier (zuständig für Personal bzw. Militärisches Nachrichtenwesen) sowie Kompaniechef im Panzergrenadierbataillon 242 in Mitterharthausen.
Von 1976 bis 1978 absolvierte Beck den 19. Generalstabslehrgang Heer an der Führungsakademie der Bundeswehr in Hamburg, wo er zum Offizier im Generalstabsdienst ausgebildet wurde. Danach war er von 1978 bis 1980 Stabsoffizier G4 (Logistik) bei der Jägerbrigade 10 in Weiden in der Oberpfalz. Von 1980 bis 1982 wurde er als Stabsoffizier G3 im Hauptquartier der Northern Army Group (NORTHAG) in Mönchengladbach verwendet. 1982 folgte ein G3-Dienstposten im Taktikzentrum des Heeres in Hannover. Er war dann Kommandeur des Panzergrenadierbataillons 122 in Oberviechtach. 1986 wurde er Dozent für Truppenführung an der FüAkBw. Ab 1989 war er Chef des Stabes der 12. Panzerdivision in Veitshöchheim. 1991 wurde er als Referatsleiter für Grundsatzangelegenheiten der Offizier- und Unteroffizierausbildung in den Führungsstab des Heeres (Fü H) nach Bonn versetzt. Er war von 1993 bis 1994 als Kommandeur der Heimatschutzbrigade 39 in Erfurt eingesetzt. 1994 wurde er zum Generalmajor befördert und als Kommandeur des Zentrums Innere Führung (ZInFü) in Koblenz verwendet. Von 2000 bis 2001 war er kurzzeitig Kommandeur des Kommandos Luftbewegliche Kräfte/4. Division in Regensburg. Von 2001 bis 2005 wurde er schließlich als Nachfolger von Rudolf Lange Kommandeur der Führungsakademie der Bundeswehr. Mit Ablauf des Juli 2005 wurde er in den Ruhestand versetzt.

### Sonstiges
Von 2001 bis 2004 war Beck Vizepräsident der Clausewitz-Gesellschaft. Er ist Mitglied des Kuratoriums der Karl-Theodor-Molinari-Stiftung und Vorsitzender des Freundeskreises des ZInFü.
Beck ist verheiratet, römisch-katholisch und Vater einer Tochter.

## Schriften (Auswahl)
- hrsg. mit Christian Singer: Entscheiden, führen, verantworten. Soldatsein im 21. Jahrhundert. Hartmann, Miles-Verlag, Berlin 2011, ISBN 978-3-937885-42-1.